# Stormy Daniels
Stormy Daniels, nascida como Stephanie Gregory Clifford (Baton Rouge, Luisiana, 17 de março de 1979), é uma modelo, atriz, diretora e roteirista estadunidense de filmes pornográficos. Atualmente tem contrato exclusivo com a produtora Wicked Pictures.
Em 2018, Daniels se envolveu numa disputa legal com o então presidente dos Estados Unidos Donald Trump e seu advogado Michael Cohen. Trump pagou US$ 130 mil dólares a Daniels para coibi-la de revelar o caso que os dois teriam tido em 2006 (Trump, na época, já era casado com sua terceira esposa, Melania). Inicialmente, Trump negou que tivesse tido um caso com Daniels e que teria feito qualquer pagamento a ela. Contudo, seu advogado confirmou a transferência do valor e afirmou ao FBI que fez essa transação a pedido de Trump.

## Biografia
Stormy terminou o colégio na Scotlandville Magnet High School em Baton Rouge no ano de 1997 [carece de fontes?], foi neste período que ela começou a escreveu para o jornal da escola. Actualmente ela continua a escrever artigos para revistas e roteiros de filmes pornográficos.[carece de fontes?]
Sua carreira na indústria de filmes pornográficos teve início no ano de 2002 na cidade de Los Angeles, Califórnia. Até 2006 estreou em mais de 100 produções com aparições inclusive em filmes não eróticos como The 40 Year-Old Virgin (2005).[carece de fontes?]
Também foi modelo de diversas revistas masculinas como a FHM, Playboy, Hustler, Penthouse, High Society e Private Dancer.[carece de fontes?] Suas fotos também podem ser vistas em diversos websites.

## Prêmios e indicações
- 2009 XBIZ Award prêmio da ASACP[6]
- 2008 Night Moves Adult Entertainment Award – Melhor Diretor(a)[7]
- 2008 F.A.M.E. Melhor Diretor(a)[8]
- 2008 AVN Award da Crossover Star of the Year[9]
- 2007 AVN Award for Contract Star of the Year[10]
- 2006 CAVR Best Feature Director
- 2006 NightMoves Best Actress
- 2006 Exotic Dancer Adult Movie Feature Of The Year
- 2006 Temptation Awards Best Actress
- 2006 FAME Award Winner[11]
- 2006 AVN Award for Best Supporting Actress (Vídeo) - Camp Cuddly Pines Powertool Massacre[12]
- 2006 AVN Award for Best Screenplay - Camp Cuddly Pines Powertool Massacre *
- 2006 Adam Film World Crossover Performer of the Year
- 2006 XRCO Award for Mainstream Adult Media Favorite
- 2005 NightMoves Best New Director
- 2005 CAVR Star of the Year
- 2004 NightMoves Best Actress
- 2004 AVN Award for Best New Starlet
- 2003 Adam Film World Contract Babe of the Year
- 2003 Nominated - XRCO Award for Best New Starlet[carece de fontes?]